# نيل جاكسون (عداءة سريعة)
نيل جاكسون (بالإنجليزية: Nell Jackson)‏ هي عداءة سريعة أمريكية، ولدت في 1 يوليو 1929 في أثينا في الولايات المتحدة، وتوفيت في 1 أبريل 1988 في بينغامتون في الولايات المتحدة.

## وصلات خارجية
- نيل جاكسون على موقع الاتحاد الأمريكي لسباقات المضمار والميدان (الإنجليزية)
- نيل جاكسون على موقع الاتحاد الأمريكي لسباقات المضمار والميدان، قاعة المشاهير (الإنجليزية)
- نيل جاكسون على موقع أوليمبيديا (الإنجليزية)